# Björn Prytz
Björn Gustaf Prytz (Domkyrkoförsamlingen in Göteborg, 1887. április 2. – Marstrands församling, 1976. június 22.) svéd iparos volt az 1900-as évek elején, 1938 és 1946 között a svéd kormány meghatalmazott kihelyezett minisztere Londonban, diplomata, üzletember.
Prytz elindulását követően igazgatósági elnökként vezette az SKF svéd csapágy-gyártó vállalat által létrehozott és Volvo névre keresztelt autógyártó céget, közreműködött Volvo márka felépítésében, a vállalat SKF golyóscsapágyat gyártó cégcsoportból való kiválásában, és önálló működésének kialakításában. 1940-ben svéd meghatalmazottként részt vett a brit kormány tisztviselőivel folytatott nemzetközi egyeztetésekben, amelyek a náci Németországgal kötendő kompromisszumos béke lehetőségét vizsgálták.

## A kezdetek
Prytz anyja brit származású volt, ezért nyílt lehetősége arra, hogy fiatal kora nagy részét Londonban töltse. 1898 és 1902 között a Dulwich College-ba járt.

## SKF és Volvo
1913-ban az SKF vállalatnál marketingvezető pozícióig küzdötte fel magát, majd 1921–22 körül a cég ügyvezető igazgatója lett. Björn Prytz volt a Volvo név mögött álló ember, amikor 1914 és 1918 között az SKF amerikai értékesítési részlegének ügyvezető igazgatója volt. Az ő közreműködésével jegyezték be a Volvo márkanevet védjegyként, valamint vált ki az eredeti Volvo projekt az SKF csoportból, és kezdte meg működését önálló leányvállalatként. A Volvo védjegy iránti kérelmet eredetileg azzal a szándékkal nyújtották be, hogy egy új fejlesztésű, alacsony árú golyóscsapágy bevezetésére használják fel – elsősorban az árérzékeny amerikai autóipar számára. Ezek a tervek azonban soha nem valósultak meg, és helyette az SKF nevet és emblémát használták tovább az SKF által gyártott összes csapágytípushoz a tengeren túlon is.
A Volvo neve és a cég rövid időre szinte feledésbe merült, akkor került használatba ismét, amikor az SKF alkalmazottjának, Assar Gabrielssonnak (SKF értékesítési menedzsernek) és Gustav Larson mérnöknek végül sikerült meggyőznie az SKF igazgatóságát arról, hogy az SKF-en belül kezdjenek el autókat gyártani. Az AB Volvo-t, mint autóipari vállalatot 1926. augusztus 10-én alapították egy Hoforsban tartott igazgatósági ülésen, amikor az SKF úgy döntött, hogy befektet a vállalatba, mint az SKF-csoporton belül leányvállalatbe. Ennek vezetésével Björn Gustaf Prytz menedzsert bízták meg.

## "Prytz-ügy"
Az SKF vállalatnál töltött évek után diplomáciai pályára lépett, és Svédország Londonba kihelyezett képviselője lett miniszteri pozícióban. Ehhez köthető a Prytz-ügyként elhíresült eset. 1940. június 17-én Prytz megbeszélést folytatott Rab Butler brit külügyminiszterrel, amelyen megvitatták annak lehetőségét, hogy Nagy-Britannia kompromisszumos békét kössön a náci Németországgal . Prytz arról számolt be Stockholmnak, hogy Butler a Lord Halifax külügyminiszterrel folytatott konzultációt követően kijelentette: a brit politikát „a józan észnek, nem pedig a bravúrnak” kell meghatároznia, és „egy kompromisszum (béke) elérésének lehetőségét sem hagynák figyelmen kívül, ha ennek lehetősége fennállna."
Prytz még aznap táviratban számolt be a svéd kormánynak a találkozó részleteiről, amelyet a Churchill kormányzat elfogott és megfejtett. Churchill 1940. június 26-án írt Halifaxnak, és panaszkodott, hogy Butler „furcsa nyelvezete” defetizmusra utal, és megszégyeníti a brit kormányt. Butler még aznap négy oldalas, kézzel írott választ adott, és azt állította, hogy a megbeszélés ragaszkodott a hivatalos brit irányvonalhoz, és nem mondott semmi határozottat vagy konkrétat, amit vissza akarna vonni, majd felajánlotta, hogy lemond. A kialakult brit politikai krízis ellenére lemondását nem fogadták el.  Ezt követően Prytz diplomáciai téren már nem tudott a korábbiakhoz mért aktivitást felmutatni.

## Díjak és kitüntetések
- A Sarkcsillag-rend parancsnoki nagykeresztje (1947. június 6.)[5]